# Cour constitutionnelle de Géorgie
La Cour constitutionnelle de Géorgie (en géorgien : საქართველოს საკონსტიტუციო სასამართლო) est la cour constitutionnelle de Géorgie, l'organe judiciaire du pays chargé du contrôle de constitutionnalité, ayant la plus grande importance en vue de garantir les dispositions constitutionnelles et la séparation des pouvoirs et la protection des droits de l'homme et des libertés.
La Cour constitutionnelle a été créée en 1996. Le fondement juridique de son organisation et de ses activités est la Constitution de Géorgie, la loi organique de la Géorgie sur la Cour constitutionnelle de Géorgie, la loi de la Géorgie sur les procédures juridiques constitutionnelles et le règlement de la Cour constitutionnelle. La législation a fait l'objet de plusieurs modifications de 2002 à 2018, les procédures judiciaires constitutionnelles étant simplifiées et accélérées. La Cour constitutionnelle de Géorgie a été transférée de Tbilissi, la capitale de la Géorgie, à Batoumi, capitale et ville la plus peuplée de la république autonome d'Adjarie, dans le cadre du processus de décentralisation du gouvernement, le 5 juillet 2007.
La Cour suprême représente quant à elle le tribunal de la plus haute et dernière administration de la justice du pays.

## Structure et composition
La Cour constitutionnelle de Géorgie se compose de neuf juges nommés pour un mandat de 10 ans. Les trois branches des pouvoirs de l'État participent à la formation de la Cour constitutionnelle sur un pied d'égalité - trois membres sont nommés par le président de Géorgie, trois membres sont élus par le Parlement à une majorité d'au moins trois cinquièmes du nombre total de ses membres et trois membres sont nommés par la Cour suprême.
Un juge de la Cour constitutionnelle peut être un citoyen géorgien de plus de 35 ans, avec une formation juridique supérieure et au moins 10 ans d'expérience professionnelle. La Cour constitutionnelle élit un président parmi ses membres pour un mandat de 5 ans. Une personne qui a déjà occupé le poste de président de la Cour constitutionnelle ne peut être réélue.

## Pouvoirs

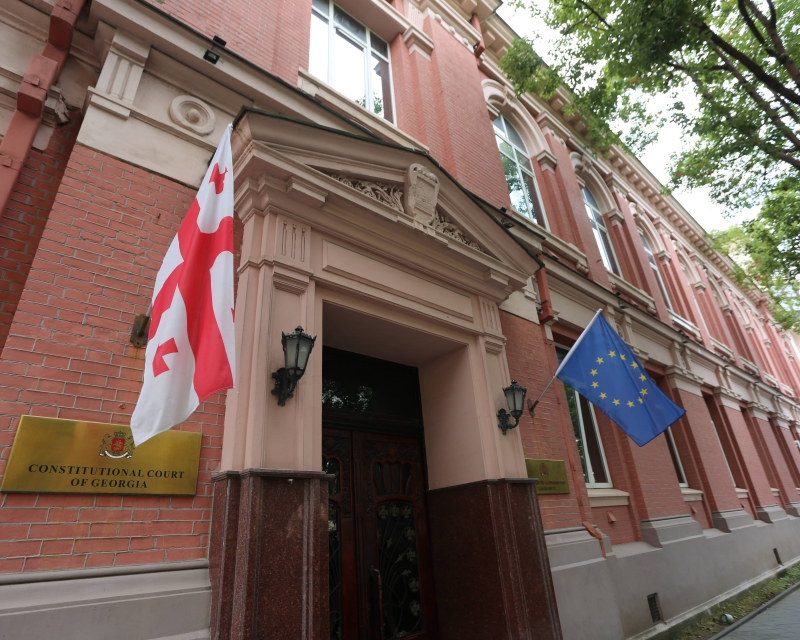
Entrée de la Cour constitutionnelle de Géorgie, à Batoumi.

La Cour constitutionnelle de Géorgie a plusieurs devoirs et pouvoirs tels que:
- examiner la constitutionnalité d'un acte juridique au regard des droits fondamentaux de l'homme sur la base d'une réclamation présentée par une personne physique, une personne morale ou le défenseur public de Géorgie ;
- prendre des décisions sur la constitutionnalité d'un acte juridique sur la base d'une demande présentée par le Président de Géorgie, par au moins un cinquième des membres du Parlement ou par le Gouvernement ;
- sur la base d'une soumission par un tribunal commun, contrôler la constitutionnalité d'un acte normatif à appliquer par le tribunal ordinaire lors de l'audition d'une affaire particulière, et qui peut contrevenir à la Constitution selon une hypothèse raisonnable du tribunal ;
- examiner les litiges concernant les compétences d'un organe respectif sur la base d'une demande présentée par le président de Géorgie, le Parlement, le gouvernement, le Conseil supérieur de la justice, le procureur général, le conseil d'administration de la Banque nationale, l'auditeur général, le défenseur public ou le représentant suprême ou l'organe exécutif d'une république autonome ;
- réviser la constitutionnalité des traités internationaux sur la base d'une demande présentée par le Président de Géorgie, le Gouvernement ou par au moins un cinquième des membres du Parlement ;
- revoir la constitutionnalité des activités d'un parti politique, ou de la fin des pouvoirs d'un membre de l'organe représentatif élu sur proposition de ce parti politique, sur la base d'une réclamation présentée par le Président de Géorgie, le Gouvernement ou par à au moins un cinquième des membres du Parlement ;
- revoir la constitutionnalité de la décision du Parlement de reconnaître ou de mettre fin prématurément aux pouvoirs d'un député, sur la base d'une demande présentée par au moins un cinquième des députés ou l'individu concerné ;
- examiner les litiges liés aux normes régissant les référendums ou les élections, et la constitutionnalité des référendums et des élections tenus ou devant se tenir sur la base de ces normes, sur la base d'une réclamation présentée par le Président de Géorgie, par au moins un cinquième des membres du Parlement, ou par le défenseur public ;
- examiner la constitutionnalité d'un acte normatif sur la base d'une réclamation présentée par l'organe représentatif d'une administration autonome locale.

Un arrêt de la Cour constitutionnelle est définitif. Un acte ou une partie de celui-ci qui a été reconnu inconstitutionnel cesse d'avoir un effet juridique dès que l'arrêt respectif de la Cour constitutionnelle est rendu public, sauf disposition contraire de l'arrêt concerné.